# Bernd Fuhrmann
Bernd Fuhrmann (* 3. November 1960 in Frankfurt am Main; † 8. Januar 2020) war ein deutscher Historiker und Hochschullehrer für mittelalterliche und frühneuzeitliche Geschichte an der Universität Siegen und befasste sich mit Sozial- und Wirtschaftsgeschichte.
Fuhrmann wurde 1995 an der Universität Siegen bei Ulf Dirlmeier promoviert (Der Haushalt der Stadt Marburg im Spätmittelalter und früher Neuzeit). 2002 habilitierte er sich in Siegen über Konrad von Weinsberg. Er war bis zu seinem Tod außerplanmäßiger Professor an der Universität Siegen. Zudem war er seit dem 9. Mai 2014 korrespondierendes Mitglied der Historischen Kommission für Westfalen.
Fuhrmann befasste sich mit der Wirtschafts- und Sozialgeschichte im Mittelalter und der frühen Neuzeit vor allem in Städten (Kreditwesen, Löhne, Wohnen, Steuern, Almosen und Sozialleistungen, Haushalte der Städte unter anderem) und verfasste Bücher über die Stadt im Mittelalter. Er ist Mitautor des Bandes Europa im Spätmittelalter 1215–1378 in der Reihe Oldenbourg Grundriss der Geschichte.

## Schriften (Auswahl)
- Der Haushalt der Stadt Marburg im Spätmittelalter und früher Neuzeit, Sachüberlieferung und Geschichte (= Siegener Abhandlungen zur Entwicklung der materiellen Kultur, 19). Scripta Mercaturae, St. Katharinen 1996.
- Amtsrechnungen des Bistums Basel im späten Mittelalter – die Jahre 1470–1472/73 (= Siegener Abhandlungen zur Entwicklung der materiellen Kultur, 24). Scripta Mercaturae, St. Katharinen 1998.
- mit Ulf Dirlmeier, Gerhard Fouquet: Europa im Spätmittelalter 1215–1378 (= Oldenbourg Grundriss der Geschichte, 8), Oldenbourg, München 2003 / 2. Auflage 2009.
- „Öffentliches“ Kreditwesen in deutschen Städten des 15. und 16. Jahrhunderts. In: Scripta Mercaturae, Band 37, 2003, S. 1–17.
- Konrad von Weinsberg – ein adliger Oikos zwischen Territorium und Reich (= Vierteljahrschrift für Sozial- und Wirtschaftsgeschichte, Beihefte 171). Steiner, Stuttgart 2004.
- Löhne und Vermögensverhältnisse oberdeutscher Bauhandwerker (15.–16. Jh.). In: L’Edilizia prima della Rivoluzione Industriale. Secc. XIII–XVIII: Bauen in Europa vor der industriellen Revolution (13.–18. Jahrhundert) (= Istituto Internazionale di Storia Economica „F. Datini“, Serie II, 36). Florenz 2005, S. 833–859.
- Leben in der hochmittelalterlichen Stadt. In: Gesellschaft für staufische Geschichte (Hrsg.): Alltagsleben im Mittelalter. Göppingen 2005, S. 37–58.
- Die Stadt im Mittelalter. Theiss, Stuttgart 2006.
- Hörigkeit in hohenlohischen Städten des 15. Jahrhunderts. In: Württembergisch Franken, Band 90, 2006, S. 11–24.
- Das kommunale Kreditwesen Nürnbergs. In: Harm von Seggern (Hrsg.): Städtische Finanzwirtschaft am Übergang vom Mittelalter zur Frühen Neuzeit. Lang, Frankfurt am Main 2007, S. 139–168.
- mit Wencke Meteling, Barbara Rajkay, Matthias Weipert: Geschichte des Wohnens. Vom Mittelalter bis heute. Wissenschaftliche Buchgesellschaft, 2008 / Primus, Darmstadt 2007.
- Mit barer Münze. Handel im Mittelalter. Wissenschaftliche Buchgesellschaft, 2011 / Primus, Darmstadt 2011.
- Hinter festen Mauern. Europas Städte im Mittelalter. Primus, 2011 / Wissenschaftliche Buchgesellschaft, Darmstadt 2014.[3]
- Deutschland im Mittelalter. Wirtschaft – Gesellschaft – Umwelt. Wissenschaftliche Buchgesellschaft, Darmstadt 2017.

Mit Ulf Dirlmeier verfasste er die Artikel Siegen, Südfrüchte und Viehhandel im Lexikon des Mittelalters.